# Дітеріх (Іллінойс)
Дітеріх (англ. Dieterich) — селище (англ. village) в США, в окрузі Еффінґгем штату Іллінойс. Населення — 890 осіб (2020).

## Географія
Дітеріх розташований за координатами 39°3′36″ пн. ш. 88°22′55″ зх. д. / 39.06000° пн. ш. 88.38194° зх. д. (39.060122, -88.381861).  За даними Бюро перепису населення США в 2010 році селище мало площу 3,01 км², уся площа — суходіл.

## Демографія
Згідно з переписом 2010 року, у селищі мешкало 617 осіб у 237 домогосподарствах у складі 182 родин. Густота населення становила 205 осіб/км².  Було 249 помешкань (83/км²).
Расовий склад населення:
| - 98,5 % — білих - 0,3 % — корінних американців |

До двох чи більше рас належало 0,5 %. Частка іспаномовних становила 1,0 % від усіх жителів.
За віковим діапазоном населення розподілялося таким чином: 26,7 % — особи молодші 18 років, 58,4 % — особи у віці 18—64 років, 14,9 % — особи у віці 65 років та старші. Медіана віку мешканця становила 36,3 року. На 100 осіб жіночої статі у селищі припадало 90,4 чоловіків;  на 100 жінок у віці від 18 років та старших — 96,5 чоловіків також старших 18 років.
Середній дохід на одне домашнє господарство  становив 60 946 доларів США (медіана — 43 984), а середній дохід на одну сім'ю — 69 095 доларів (медіана — 54 500). Медіана доходів становила 45 417 доларів для чоловіків та 30 481 долар для жінок. За межею бідності перебувало 16,3 % осіб, у тому числі 33,7 % дітей у віці до 18 років та 4,8 % осіб у віці 65 років та старших.
Цивільне працевлаштоване населення становило 283 особи. Основні галузі зайнятості: освіта, охорона здоров'я та соціальна допомога — 28,3 %, виробництво — 12,0 %, мистецтво, розваги та відпочинок — 11,0 %, роздрібна торгівля — 10,6 %.